# Jim Shooter
Pour les articles homonymes, voir Shooter.
 (octobre 2018).
Si vous disposez d'ouvrages ou d'articles de référence ou si vous connaissez des sites web de qualité traitant du thème abordé ici, merci de compléter l'article en donnant les références utiles à sa vérifiabilité et en les liant à la section « Notes et références ».
James Charles Shooter, dit Jim Shooter (né le 27 septembre 1951 à Pittsburgh (Pennsylvanie) et mort le 30 juin 2025), est un éditeur et scénariste de comics américain.

## Biographie

### Marvel
Devenu scénariste de comics pendant son adolescence, Jim Shooter mène une longue carrière dans l'industrie de la bande dessinée américaine, principalement comme scénariste et responsable de publication, travaillant aussi à l'occasion comme dessinateur. Il travaille pour Adventure Comics, DC Comics, Marvel Comics, Broadway Comics.
Il crée plusieurs personnages comme le Beyonder. En 1980, il reçoit le prix Inkpot au Comic-Con de San Diego.

### Valiant Comics
En 1987, Jim Shooter alors éditeur en chef de Marvel Comics est licencié. Il n'est cependant pas touché par le chômage car Marvel le recommande auprès de Steven Massarsky, un producteur qui prévoit de monter un spectacle mettant en scène des personnages de Marvel. Shooter qui a une grande expérience dans la direction d'une maison d'édition convainc Massarsky d'en fonder une nouvelle. Le projet est même au début de racheter Marvel à son propriétaire New World Entertainment. L'opération échoue et Shooter et Massarsky en reviennent donc à leur projet initial et fondent en novembre 1989 la société nommée Voyager Communication dont Valiant Comics est une division.
Shooter traite d'abord avec Western Publishing pour avoir les droits de personnages détenus par cette société comme Magnus l'anti-robot. Par ailleurs Massarsky signe un contrat avec Nintendo pour adapter en comics plusieurs personnages de jeux vidéos. Ces comics plus vendus dans des magasins de jouets que dans des magasins de comics sont supposés attirés un nouveau lectorat,. Malheureusement, cette stratégie est un échec. Bien que Shooter ait engagé des dessinateurs aguerris comme Steve Ditko, dessinateur historique de Spider-Man, Bob Layton, Don Perlin et Barry Windsor-Smith mais aussi de jeunes talents prometteurs comme David Lapham ou Joe Quesada, les acheteurs n'apprécient pas un dessin et des scénarios trop éloignés de ce qui se trouve dans les jeux,. Le manque de coopération de Nintendo participe aussi à l'échec de ces comics. La seconde collection de comics de Valiant, reprenant les héros de la Western Publishing, n'est pas plus satisfaisante. Les deux premières séries prévues sont annulées avant même d'être publiées car les précommandes sont insuffisantes.
Ces échecs successifs n'empêchent pas Shooter de poursuivre l'aventure et en 1991 sortent deux comics avec des héros de la Western, Magnus, Robot Fighter, scénarisé par Jim Shooter et dessiné par Art Nichols et Bob Layton, et Solar, Man of the Atom. Bien que les ventes ne soient pas exceptionnelles, elles permettent à Valiant de ne pas sombrer. Pour fidéliser les lecteurs, Shooter a l'idée de proposer des comics gratuits introuvables dans le commerce, des « numéros 0 », en échange de l'envoi de bons détachables dans les comics. Les titres suivants sont des créations originales à commencer par Harbinger qui est suivi de X-O Manowar et Shadowman. Peu à peu le lectorat des titres Valiant se développe et les anciens numéros prennent de la valeur.
Ainsi Valiant, bien qu'alors fortement endetté, devient un éditeur reconnu et dont les séries sont suivies. Cependant, quelques mois après la fin du crossover Unity qui est un grand succès, Jim Shooter quitte Valiant, emmenant avec lui ses plus proches collaborateurs, et part fonder Defiant Comics. Il est peu après suivi par David Lapham, alors un des dessinateurs vedettes de Valiant ayant à son actif les séries Shadowman, Harbinger, Rai et H.A.R.D. Corps.

### Mort
Jim Shooter meurt le 30 juin 2025 à l'âge de 73 ans.

## Publications
- Turok: Dinosaur Hunter (Valiant Comics)  de Jim Shooter
- Dazzler (Marvel Comics)  de Jim Shooter
- Harbinger (comics) de Jim Shooter
- Rai (comics) de Jim Shooter, Paul Creddick, Bob Layton, David Lapham
- X-O Manowar de Jim Shooter, Bob Layton & Jon Hartz
- Shogun Warriors (Marvel Comics)
- Rom (comics) (Marvel Comics)
- Daredevil (Marvel Comics)
- Legion of Super-Heroes (DC Comics)
- Spider-Woman (Marvel Comics)
- Ka-Zar (Marvel Comics)
- Secret Wars (Marvel Comics) de Jim Shooter
- Marvel Fanfare
- The Rampaging Hulk  (Marvel Comics)
- Adventure Comics
- The 'Nam
- Unity (comics)

## Créations
DC Comics
- Fatal Five (Fatal Cinq) cocréateur Curt Swan
  - Tharok
  - Mano (comics) ,  cocréateur Curt Swan
  - Emerald Empress (Impératrice Émeraude),  cocréateur Curt Swan
  - Persuader (comics),  cocréateur Curt Swan
  - Validus, cocréateur Mort Weisinger
- Shadow Lass,  cocréateur Curt Swan
- Chemical King,  cocréateur Curt Swan
- Mordru,  cocréateur Curt Swan
- Rond Vidar,  cocréateur Curt Swan & Mort Weisinger
- Universo, cocréateur Curt Swan
- Karate Kid (comics)
- Princess Projectra
- Nemesis Kid
- Wanderers (comics),  cocréateur Win Mortimer
- Tornado Twins,  cocréateur Mort Weisinger & Win Mortimer
- Esper Lass ,  cocréateur Mike Grell
- Laurel Kent ,  cocréateur Mike Grell
- Pulsar Stargrave,  cocréateur Mike Grell
- Leland McCauley,  cocréateur Win Mortimer

Marvel Comics
- Meltdown,  cocréateur Al Milgrom
- Beyonder
- Dazzler
- Jocasta (comics), cocréateur George Pérez
- Lightmaster, cocréateur Sal Buscema
- Julia Carpenter, cocréateur Mike Zeck
- Star Brand, cocréateur Roy Thomas, Cary Bates, George Caragonne, John Byrne
- Paladin (comics), cocréateur Carmine Infantino
- Titania (comics), cocréateur Mike Zeck
- Aqueduct (comics), cocréateur Don Heck
- Grand Director, cocréateur Roger McKenzie & Steve Englehart, Sal Buscema (1re version)
- Elfqueen, cocréateur Alan Kupperberg
- Transformers, co-créateur  Denny O'Neil Bob Budiansky

Autres
- Dark Dominion (Defiant Comics)
- War Dancer (Defiant Comics)
- Dogs of War (comics), cocréateur (Defiant Comics)
- Charlemagne (comics), Adam Pollina (Defiant Comics)
- Mothergod  (Valiant Comics)
- Spider Alien (Valiant Comics)

## Récompenses
- Prix Eagle, 1979 (Best Continuing Story — The Avengers #167, 168, 170-177)
- Prix Inkpot, 1980